# 金融庁設置法
金融庁設置法（きんゆうちょうせっちほう、平成10年10月16日法律第130号）は、金融庁の設置ならびに任務および所掌事務を定め、所掌する行政事務を遂行するために必要な組織を定めることに関する日本の法律である。
所管官庁は、金融庁である。1998年（平成10年）10月16日に公布された。

## 概要
金融庁を設置する根拠となる法律である。金融庁は内閣府の外局に位置付けられ（第2条第1項）、その長は金融庁長官と定められている（第2条第2項）。

## 構成
- 第1章　総則（第1条）
- 第2章　金融庁の設置並びに任務及び所掌事務等
  - 第1節　金融庁の設置（第2条）
  - 第2節　金融庁の任務及び所掌事務等（第3条―第5条）
- 第3章　審議会等（第6条―第23条）
- 第4章　雑則（第24条・第25条）
- 附則